# 空間統合
空間統合（くうかんとうごう、spatial integration）は、経済地理学でいう、相対空間を実質的に包摂する空間的社会過程。
原初的な相対空間は、距離の性質を有しており、この距離を絶滅（克服）するには費用や時間がかかる。これが、空間にまたがる経済・社会組織の統合を困難にする。このため、経済・社会の主体は相互に寄り集まって（集積）空間を物理的になくすか、さもなくば交通・通信施設を設けて、位置が離れた主体相互間にある距離を仮想的に絶滅しなければならない。
空間統合が完璧に行われれば、空間は、あたかも経済学が当初前提していた「一点世界」のように物理的に収斂する。しかし実際には、交通・通信は線分の集合を通じて平面を統合するネットワークを構築しなければならないので、空間統合が、交通路の結節点とそこから離れた場所という新たな空間的不均等を生産することになる。また、空間統合がおこなわれても距離そのものがなくなったわけではないから、距離に応じた相互作用の強度の違いはなお存続する。唯一の例外はインターネットのように思えるが、インターネット自体は有線通信であり、そのルートサーバの位置は極端に偏倚していることが知られている。
ある国家主権の下に統治された領域は同質化への性向を有する。だが、空間統合が行われないかぎり、この同質化の性向は一つの抽象的可能性にすぎない。このため、近代国家はどこも、交通・通信体系の急速な整備をその初期に重要な目標として掲げ、現実の空間統合を図った。これを安価に達成するため、しばしば低廉な外国人労働力や囚人労働などが使われた。